# 南部樹未子
南部 樹未子（なんぶ きみこ、1930年9月23日 - 2015年5月10日）は、日本の小説家、推理作家。東京都出身。本名・キミ子。武蔵高等女学校（現在の東京都立武蔵高等学校）卒業。1959年、南部きみ子名義の「流氷の街」で女流新人賞受賞。1968年から樹未子。主として推理小説を中心に執筆した。

## 著書
- 『青い遠景』南部きみ子 東都書房 1960
- 『流氷の街』南部きみ子 中央公論社 1960
- 『乳色の墓標』南部きみ子 東都書房 1961　のち徳間文庫
- 『砕かれた女』南部きみ子 東都書房 1962　のち徳間文庫
- 『火刑』三一書房 さんいちぶっくす 1968
- 『長い暗い夜』三一書房 高校生新書 1968
- 『閉ざされた旅』毎日新聞社 1974　のち徳間文庫
- 『狂った弓 長編推理小説・書下ろし』光文社カッパ・ノベルス 1978　のち徳間文庫、光文社文庫
- 『北の別れ 長編推理小説』光文社カッパ・ノベルス 1979　のち徳間文庫
- 『失われた眠り 長編小説』光文社 1980
- 『影を逃れて 長篇サスペンス』トクマ・ノベルズ 1981
- 『金木犀の薫る街』河出書房新社 1989
- 『アシジの月』こずえ 1990
- 『他人家族 メルヘンもしくはときめく物語』双葉社 1992
- 『見えない人たち 愛のミステリー・ゾーン』光文社文庫　1992
- 『夜の彼方へ』中央出版社 1992
- 『愛物語 文庫書下ろし連作集』光文社文庫　1994